# Pikkusaari (ö i Egentliga Finland, Åbo)
Pikkusaari är en ö i Finland. Den ligger i sjön Kakskerta träsk som i sin tur ligger på ön Kakskerta i Skärgårdshavet, och i kommunen Åbo i den ekonomiska regionen  Åbo ekonomiska region  och landskapet Egentliga Finland, i den södra delen av landet, 150 km väster om huvudstaden Helsingfors. Öns area är 1,5 hektar och dess största längd är 200 meter i öst-västlig riktning.